# أعمال شغب سجون الإكوادور 2022
أعمال شغب سجون الإكوادور 2022 في عام 2022 قُتل ما لا يقل عن 77 سجينًا خلال أعمال شغب في السجون في الإكوادور.

## خلفية
تقع الإكوادور بين كولومبيا وبيرو وهما أكبر دولتين منتجة لـ الكوكايين في العالم. وهي تتأثر بشدة بالاتجار الدولي بالمخدرات وعنف العصابات المرتبط بذلك. في عام 2021 قُتل حوالي 300 نزيل في أعمال شغب في السجون الإكوادورية.

## أعمال الشغب
في 3 أبريل قُتل ما لا يقل عن 20 سجينًا خلال أعمال شغب داخل سجن الطوري في كوينكا جنوب الإكوادور.
في 9 مايو اندلعت أعمال شغب بين أعضاء العصابات المتنافسة لوس لوبوس وR7 داخل سجن بيلافيستا في سانتو دومينغو وسط الإكوادور. قُتل أربعة وأربعون نزيلاً. يقع السجن على بعد 80 كم (50 ميل) شمال كيتو. حاول 112 نزيلاً الفرار أثناء أعمال الشغب لكن تم القبض عليهم داخل أراضي السجن.
في 18 يوليو قُتل ثلاثة عشر نزيلاً وأصيب اثنان آخران بعد اندلاع أعمال شغب مرة أخرى في سجن بيلافيستا في سانتو دومينغو.